# Vailly (Haute-Savoie)
Vailly település Franciaországban, Haute-Savoie megyében. Lakosainak száma 907 fő (2022. január 1.). Vailly La Baume, Bellevaux, Lullin, Lyaud, Orcier, Reyvroz és La Vernaz községekkel határos.

## Népesség
A település népessége az elmúlt években az alábbi módon változott:
| Lakosok száma | 871  | 904  | 924  | 910  | 912  | 914  | 916  | 914  | 907  |
|               | 2013 | 2015 | 2016 | 2017 | 2018 | 2019 | 2020 | 2021 | 2022 |